# Rubus murrayi
Rubus murrayi är en rosväxtart som beskrevs av Henri L. Sudre. Rubus murrayi ingår i släktet rubusar, och familjen rosväxter. Inga underarter finns listade i Catalogue of Life.